# Usnarszczyzna
Usnarszczyzna, znana także jako Snarszczyna – przysiółek w Polsce położony w województwie podlaskim, w powiecie hajnowskim, w gminie Narew.
W latach 1975–1998 miejscowość administracyjnie należała do województwa białostockiego.

## Historia
W 1596 roku królowa Anna nadała wójtowi wsi Kuraszewo Janowi Snarskiemu cztery włóki gruntu na północny wschód od Kuraszewa w dzierżawę. W 1616 założono tu folwark. W 1638 roku Tomasz Snarski otrzymał jeszcze jedną włókę w sąsiednim uroczysku Bujakowszczyzna. Snarscy byli tylko dzierżawcami folwarku, jednak od ich nazwiska pochodzi nazwa przysiółka. Faktyczną władzę sprawowali tu administratorzy leśnictwa bielskiego.
Po raz pierwszy Usnarszczyzna pojawia się w zachowanych zapiskach w roku 1782.
Z Usnarszczyzny pochodzi Mikołaj Dawidziuk (ur. w 1944), profesor sztuk plastycznych.
Usnarsczyzna to był z kolei, niewielki ośrodek garncarski, w którym w latach 70. pracował Konstanty Ancutko (1930–1989) wywodzący się ze starego garncarskiego rodu Ancutków z pobliskiej wsi Łuka. Wśród wyrobów tego garncarza wyróżniają się głównie niewielkich rozmiarów dzbanki i różnego rodzaju garnki.
W 1876 roku stał tu 1 dom, zasiedlony przez 6 osób, w 1907 roku w 3 domach mieszkało 18 osób, w 1939 w 8 domach mieszkały 32 osoby, a w 2007 ludność przysiółka liczyła 12 osób.

## Religia
Mieszkańcy przysiółka wyznania prawosławnego, należą do parafii w Łosince. Według stanu parafii z 31 grudnia 2007 roku, 12 parafian pochodziło z Usnarszczyzny. Natomiast wierni kościoła rzymskokatolickiego należą do parafii pw. Wniebowzięcia Najświętszej Maryi Panny i św. Stanisława Biskupa i Męczennika w Narwi.